# تيليسكوب (غرينادا)
تيليسكوب هي بلدة في أبرشية سانت أندرو في شرق غرينادا.
تقع البلدة شرق غرنفيل في نقطة تيليسكوب، وبالتالي على الحدود بين خليج غرنفيل وخليج النهر الكبير. وتقع سيمون إلى الشمال.